# Maité Vargas Meraz
Teresita de Jesús Vargas Meraz más conocida como Maité Vargas Meraz (Chihuahua; 16 de diciembre de 1989) es una político mexicana, miembro del partido Movimiento Regeneración Nacional (Morena). Fue diputada federal para el periodo de 2018 a 2021.

## Biografía
Teresita de Jésus Vargas Meraz más conocida como Maite Vargas, tiene estudios en curso de licenciatura en Derecho, además de estudios de teatro y diplomado en Artes Escénicas en el Instituto Nacional de Bellas Artes (INBA) y una carrera técnica de locutor de radio y televisión, misma que ejerció en Nuevo Casas Grandes. Participó en el Seminario de Política Exterior de México por el Instituto Matías Romero (SRE), así como ha sido ponente en múltiples conferencias en materia de empoderamiento de mujeres. 
Fue presidente del comité municipal de Morena en Nuevo Casas Grandes de 2015 a 2017. En 2018 fue postulada candidata a diputada federal por el Distrito 2 de Chihuahua por la coalición Juntos Haremos Historia. Fue elegida a la LXIV Legislatura que concluiría en 2021, y en la que fue secretaria de la comisión de Relaciones Exteriores, integrante de la comisión de Asuntos Frontera Norte y de la comisión de Federalismo y Desarrollo Municipal y Presidenta del Grupo de Amistad de México- Estados Unidos de América en la actual legislatura. En 2021 fue reelegida como diputada federal por el Distrito 2, para la LXV Legislatura para concluir en 2024, siendo reelegida por tercera ocasión en ese año para formar parte de la LXVI Legislatura a concluir en 2027.